# Кристаллофизика
Кристаллофизика, физика кристаллов — наука (раздел молекулярной физики/кристаллографии), изучающая физические свойства кристаллов [в связи с их строением] и других анизотропных сред. Исследует закономерности таких явлений как: двойное лучепреломление и вращение плоскости поляризации света, прямой и обратный пьезоэффекты, электрооптический эффект, генерация световых гармоник.
Кристаллофизика непосредственно связана с кристаллохимией.
Природные кристаллы, а также кристаллы, получаемые искусственным путём, редко в точности соответствуют теоретическим формам. Обычно при затвердевании расплавленного вещества кристаллы срастаются вместе и потому форма каждого из них оказывается не вполне правильной. При быстром выделении вещества из раствора тоже получаются кристаллы, форма которых искажена вследствие неравномерного роста в условиях кристаллизации.
Однако как бы неравномерно ни происходило развитие кристалла, как бы ни была искажена его форма, углы, под которыми сходятся грани кристалла данного вещества, остаются одними и теми же. Это один из основных законов кристаллографии — закон постоянства гранных углов (Стенсен, Нильс). Поэтому по величине двугранных углов в кристалле можно установить, к какой кристаллической системе и к какому классу относится данный кристалл.
Особенности кристаллических тел не ограничиваются только формой кристаллов. Хотя вещество в кристалле совершенно однородно, многие из его физических свойств — прочность, теплопроводность, отношение к свету и др. — не всегда одинаковы по различным направлениям внутри кристалла. Эта важная особенность кристаллических веществ называется анизотропией.
Основоположники кристаллофизики в России:
Вульф, Георгий Викторович - член-корреспондент АН СССР.
Шубников, Алексей Васильевич - член-корреспондент и Академик АН СССР, основатель и первый директор  Института кристаллографии.
Александров, Кирилл Сергеевич - член-корреспондент АН СССР.